# Davidson du Pont
Davidson du Pont, född 4 april 2013, är en fransk varmblodig travhäst. Han tränas och körs av Nicolas Bazire. Han tränades under sin karriär av Jean-Michel Bazire och Nicolas Bazire, han kördes under sin karriär av Bazire själv eller Nicolas.

## Bakgrund
Davidson du Pont började tävla i mars 2016, och tog sin första seger i den andra starten. Han har till september 2021 sprungit in 1,8 miljoner euro på 63 starter, varav 16 segrar, 12 andraplatser och 5 tredjeplatser. Han har tagit karriärens hittills största segrar i Prix d'Amérique (2022) och Prix de France (2020).
Bland andra stora segrar räknas Prix de Croix (2018), Prix Ovide Moulinet (2018), Prix de l'Étoile (2018), Critérium des 5 ans (2018), Prix de Sélection (2018), Prix de Bretagne (2018, 2019), Prix de Belgique (2021) och Prix Kerjacques (2021).
Han har även kommit på andra plats i Prix Ténor de Baune (2018), Prix de Sélection (2019), Prix d'Amérique (2020, 2021), Prix des Ducs de Normandie (2021), Prix Chambon P (2021) och Prix d'Été (2021) samt på fjärdeplats i Prix d'Amérique (2019).

## Karriär
Davidson du Pont fick sitt stora genombrott som femåring 2018 då han bland annat vann Grupp 2-loppet Prix de Croix, därefter vann han under säsongen Grupp 1-loppen Prix de Sélection, Prix de l'Étoile och femåringskriteriet Critérium des 5 ans. Därefter vann han det första av de fyra B-loppen Prix de Bretagne som körs inför Prix d'Amérique och därmed fick han en direktplats till 2019 års upplaga av Prix d'Amérique. Där slutade han på en fjärdeplats bakom bland annat stallkamraterna Belina Josselyn som vann loppet, tvåan Looking Superb och titelförsvararen Readly Express som kom på tredje plats. 
Den 30 januari 2022 segrade han i Prix d'Amérique, där han spurtade förbi Galius i de sista stegen.

## Stamtavla
| Efter Pacha du Pont  | Baccarat du Pont | Florestan       | Star's Pride      |
| Efter Pacha du Pont  | Baccarat du Pont | Florestan       | Roquepiné         |
| Efter Pacha du Pont  | Baccarat du Pont | Moscova du Pont | Nonant Le Pine    |
| Efter Pacha du Pont  | Baccarat du Pont | Moscova du Pont | Biafra            |
| Efter Pacha du Pont  | Alba du Pont     | Le Loir         | Chambon P         |
| Efter Pacha du Pont  | Alba du Pont     | Le Loir         | Cherie du Loir    |
| Efter Pacha du Pont  | Alba du Pont     | Kama du Pont    | Volubilis du Pont |
| Efter Pacha du Pont  | Alba du Pont     | Kama du Pont    | Bragance          |
| Undan Laguna du Pont | Pelican du Pont  | Fruit Rose      | Ruy Blas IV       |
| Undan Laguna du Pont | Pelican du Pont  | Fruit Rose      | Rose Marie        |
| Undan Laguna du Pont | Pelican du Pont  | Bragance        | Euripide          |
| Undan Laguna du Pont | Pelican du Pont  | Bragance        | Ourfa             |
| Undan Laguna du Pont | Rolls du Pont    | Granit (H.N.)   | Ayres             |
| Undan Laguna du Pont | Rolls du Pont    | Granit (H.N.)   | Roquepiné         |
| Undan Laguna du Pont | Rolls du Pont    | Girl Blanche    | Seddouk           |
| Undan Laguna du Pont | Rolls du Pont    | Girl Blanche    | Rose Blanche      |